# Text-TV

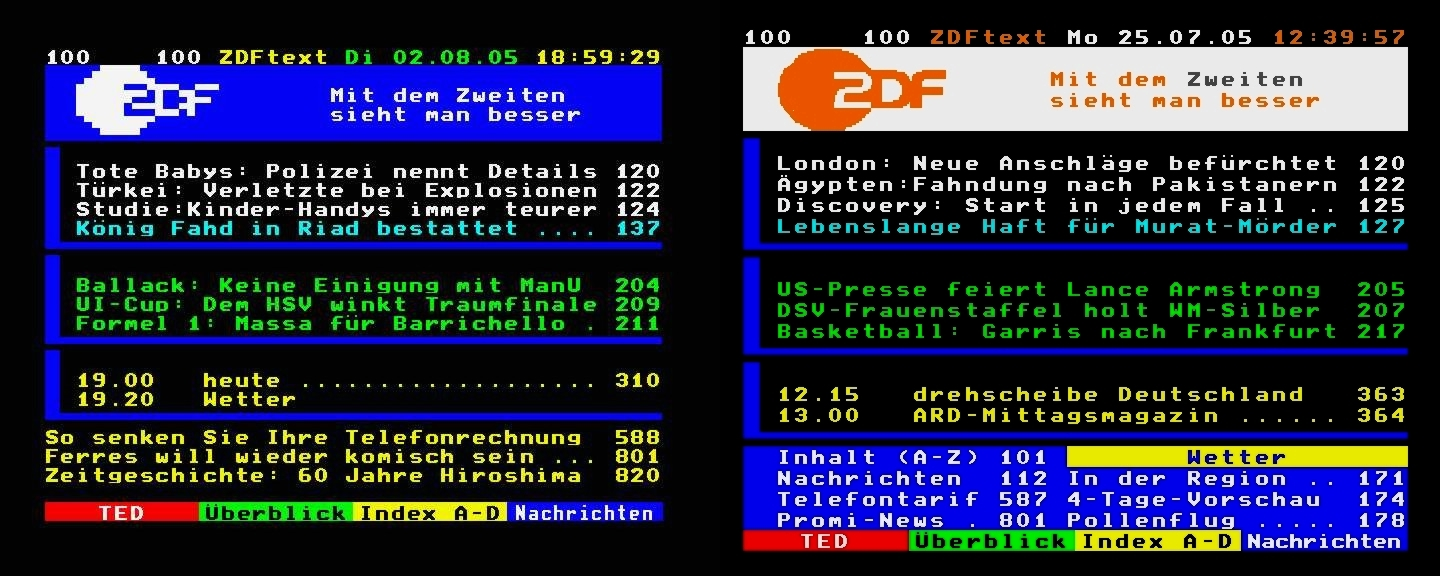
Text-TV från tyska TV-kanalen ZDF 2005. Till höger med version 2.5 grafikkodning

Text-TV (kallas även teletext) är teknik som används för att överföra information bestående av text och enkel grafik till TV-mottagare med text-TV-funktion. Tidigare krävdes en separat text-TV-mottagare som kunde avkoda signalerna. Denna typ av funktionalitet har sedan 1980-talet varit standard i alla nya TV-apparater och digitalboxar. Text-TV aktiveras och manövreras då med hjälp av fjärrkontrollen.

## Användningsområden
Text-TV kan visa exempelvis nyheter, sport, väder, elektronisk TV-programguide och olika former av nöjen och reklamannonser som horoskop, dejtning och TV-Shop. Ibland kan funktionen nyttjas för att visa undertexter till TV-program. Den kan dessutom användas som kanal för snabb spridning av samhällsinformation, som till exempel varningar eller viktiga upplysningar riktade till allmänheten.

## Teknik
Informationen i text-TV överförs i den del av bildsignalen (ytterkanterna) som inte används för själva bilden. Systemet infördes av det brittiska TV-bolaget BBC i oktober 1972. Normalt går ungefär 80 procent av sändningskapaciteten till videoströmmen medan ljudet och text-TV tar tio procent vardera. Det är dock helt beroende på programbolaget och vilka program och tjänster de sänder.
I de nya digitala kanalsystemen stöds dubbelriktad dataöverföring och tittaren behöver knappt vänta på att sidorna ska laddas in.[källa behövs] Se MHEG och MHP.

## Storbritannien
BBC lanserade världens första text-TV, Ceefax (engelska) eller internt Teledata, 23 september 1974. Den spred bland annat nyhetsrubriker, sportresultat och väderprognoser.
Genomslaget kom när BBC visade ett urval av Ceefax till musik före dagens ordinarie TV-sändningar. På 1990-talet sattes publikrekordet för Ceefax med 20 miljoner tittare i veckan.
Ceefax lades ned 23 oktober 2012 och var då världens äldsta text-TV.

## Sverige

### SOU 1977:19 Radio och TV 1978-1985
Ett eventuellt införande av text-TV behandlades i SOU 1977:19 Radio och TV 1978-1985:78–79, där text-TV beskrevs som en ny teknik på experimentstadiet, som möjliggjorde visning av text eller enkel grafik på tv-skärmen samtidigt som ett TV-program visades. Tekniken föreslogs kunna användas både för att förmedla information oberoende av det visade programmet – exempelvis programtablå, nyhets- och sporttelegram, väderkartor och väderprognoser – men även som ett direkt komplement till det visade programmet, genom selektiv textning.
Utredningen nämnde att BBC och IBA i England i flera år genomfört försöksverksamhet med text-TV-tekniken CEEFAX/ORACLE, och att det även i Sverige "förekommer viss försöksverksamhet":250 i samarbetet med Televerket och Sveriges Radio.

#### Textsättning
Den selektiva textningsmöjligheten, textning för hörselskadade och språkliga minoriteter, i utredningen kallat "minoritetsservice", angavs i utredningen som ett viktigt skäl för införandet av text-TV.:250 Den vid tiden befintliga textningen av svenska program ansågs "ofta verka störande för många människor som trots att de hör och uppfattar talet inte kan frigöra sig från texten som inte kan vara lika uttömmande och nyanserad som originaldialogen":182. Detta störande moment ansågs kunna elimineras om selektiv text-TV infördes. Textning för minoritetsspråk förekom i "mycket begränsad omfattning", och en utökning ansågs förutsätta ett införande av ett selektivt system, som exempelvis text-TV.:251
Även den då vanligaste formen av textning, textning av utländska program till svenska, ansågs kunna ersättas av valbar text-TV-textning, dock först på lång sikt, om text-TV-mottagare som standard skulle integreras i nya TV-apparater. Ett långsiktspektiv intogs för att undvika att tvinga allmänheten att köpa en text-TV-tillsats eller ny TV-apparat.:251 En text-TV-tillsats beräknades komma kosta omkring 2000 kronor, varför hörselskadade föreslog kunna få bidrag för inköpande av en sådan.:250

#### Nyhetsservice
Utredningen angav att text-TV lämpade sig väl för korta telegramnyheter och sportresultat, med eventuella tillhörande diagram eller tabeller. Som kapacitetsbeskrivning angavs CEEFAX/ORACLE-systemet kunna erbjuda "24 textrader med vardera 40 tecken" som tillsammans täckte hela skärmen.:251
Utredningen skrev vidare att ett införande av text-TV skulle även kunna "påverka dagspressens situation":79, då text-TV skulle dela dagspressens fördelar – valfrihet både i vad man vill läsa och när man vill göra det.

#### Utredningens förslag
Utredningen förslog – framför allt på grund av den förbättrade service hörselskadade skulle kunna få av systemet – ett successivt införande av text-TV i Sverige.:251 Utredningen ansåg att text-TV i första hand borde användas till "textsättning för hörselhandikappade", i andra hand för "nyhetsservice och för textsättning på minoritetsspråk", och i tredje hand för att "ersätta den nuvarande textsättningen av program på främmande språk".:251

### Historik
Text-TV infördes i Sverige 1979 av Sveriges Television. Sverige var då det andra landet i världen med tjänsten. Långt senare fick den namnet SVT Text. Text-TV når på 2000-talet ut till 99,9 procent av Sveriges hushåll. År 2004 hade 90 procent av de svenska hushållen tillgång till text-TV. Främst nyhetsprogram och större program brukar text-TV-textas. Ungefär 60 procent av Sveriges Televisions svensktalande program går att texta via SVT Text (läst 2013). När det går att få ett program textat visas en ikon i bild under några sekunder av programinledningen.
I början av 2000-talet provade SVT att lansera en ny snarlik tjänst, men projektet lades ned när de inte fick med sig andra aktörer.
År 2015 lade Kanal 5 helt ned sin text-TV. Samma år lade även TV4 ned nyhets-, nöje- och sportrapporteringen i sin text-TV. 2016 bestämde sig bland annat TV3 och TV6 för att helt lägga ned sin text-TV. TV4 lade slutligen helt ned sin text-TV år 2019.
År 2018 var SVT Text världens äldsta, ännu aktiva, text-TV. I september 2022 avskaffades ekonomi- och börssidorna på SVT Text. Anledningen var att licenstjänsten ansågs för kostsam för SVT.